# 洛根·鲍威尔
洛根·鲍威尔（英語：Logan Powell，1999年1月25日—），澳大利亚男子游泳运动员。他曾代表澳大利亚参加2018年英联邦运动会游泳比赛，获得一枚铜牌。他也曾参加2016年夏季残疾人奥林匹克运动会。